# Лончкі-Кухарські
Лончкі-Кухарські (пол. Łączki Kucharskie) — село в Польщі, у гміні Ропчиці Ропчицько-Сендзішовського повіту Підкарпатського воєводства.
Населення — 1383 особи (2011).
У 1975-1998 роках село належало до Ряшівського воєводства.

## Демографія
Демографічна структура станом на 31 березня 2011 року:
|          | Загалом | Допрацездатний вік | Працездатний вік | Постпрацездатний вік |
| -------- | ------- | ------------------ | ---------------- | -------------------- |
| Чоловіки | 663     | 152                | 437              | 74                   |
| Жінки    | 720     | 169                | 389              | 162                  |
| Разом    | 1383    | 321                | 826              | 236                  |